# Hradecký hřeben
Hradecký hřeben (dříve Hraniční hřeben), je mírný kopcovitý hřbet, ležící jihozápadně od Rožmitálu pod Třemšínem v okrese Příbram ve Středočeskám kraji.

## Popis
Jedná se o necelých 6 km dlouhý lesnatý hřbet táhnoucí se ve směru severozápad-jihovýchod. Nachází se na samém okraji jižních Brd v Přírodním parku Třemšín a je ohraničen vrchy Štěrbina (754) a Altán (669). V jeho vrcholových partiích a převážně jižních výrazných svazích se nalézá jak větší množství slepencových skalních výchozů, tak i malá kamenná moře. Izolovanost a členitost zdejšího terénu je ideálním prostředím pro mnoho druhů rostlin a živočichů.

## Historie
Dřívější a místními stále užívaný název dostal podle své polohy, jenž, nejen opticky, tvoří přírodní hranici mezi Rožmitálskem a Hvožďanskem. Vždy byl označován jako Hraniční hřeben až kartografická chyba, na počátku třicátých let dvacátého století, jej zcela bezdůvodně přejmenovala na hřeben Hradecký. Paradoxem počátku jednadvacátého století je skutečnost, že v některých vydávaných turistických mapách je Hradeckým hřebenem označována již jen do té doby bezejmenná kóta 721.

## Turistika
Přes hřeben přímo přechází dvě turistické stezky. Modrá z Březnice přes Bezděkov p. Tř. na Třemšín a žlutá z Rožmitálu p. Tř. přes Voltuš do Vacíkova. Na jeho jižním úbočí se pak nachází také dvě stezky naučné (Bezděkov a Drtič-Bílá skála). Ty však seznamují návštěvníky jen s obecnou funkcí lesa bez bližšího zdůraznění na zdejší přírodně historické zajímavosti.

## Zajímavosti
- Mohyla Jakuba Jana Ryby – nad obcí Voltuš se nachází kamenná mohyla v místě, kde 8. dubna 1815 spáchal sebevraždu Jakub Jan Ryba, rožmitálský učitel a hudební skladatel, který je autorem České mše vánoční.
- Lom Černá skála - zde byl v roce 1925 pracujícími dělníky nalezen sklípek zakrytý plochým kamenem a v něm osm zbytků nádob datovaných do let 1500 – 700 př. n. l.). Nález byl odevzdán Národnímu muzeu.